# Vatapá
El vatapá es un plato típico tradicional de la cocina de Bahía. Se elabora con pan  o harina, jengibre, pimenta-malagueta, cacahuate (maní), leche de coco, aceite de palma (azeite-de-dendê) y cebolla. Es el acompañamiento más habitual del acarajé.

## Características
Puede ser servido con camarón fresco (camarões frescos), con pescados, con bacalhau, con carne de ternera o con arroz blanco, acompañados de arroz. Posee una consistencia de crema. El plato es muy famoso en Pará donde la receta sufre variaciones con la ausencia de cacahuates, en tal caso, se le puede añadir plátano.